# María Freixanet Mateo
María Freixanet Mateo (El Masnou, 17 de julio de 1984) es una politóloga y política española de Iniciativa per Catalunya Verds (ICV). Fue senadora por Barcelona en la xi y xii legislaturas de las Cortes Generales.

## Trayectoria
Se licenció en Ciencias Políticas, especialidad políticas públicas y sociales por la Universidad Pompeu Fabra (UPF). También obtuvo un título de máster en Políticas Públicas y Sociales por la UPF. Su campo de investigación se ha centrado en la formación en igualdad y la justicia de género. 
Entre 2009 y 2015 fue coordinadora del programa Ciudades y Personas del Instituto de Ciencias Políticas y Sociales, haciendo divulgación e investigación sobre igualdad de género. Ha trabajado sobre la misma temática en el Observatorio Social de España, y forma parte del IQ.
También se ha dedicado a la literatura. En 2013 recibió el premio de Poesía del IX Foro contra las violencias de género, y el I Premio Booket Universitario de Relato Corto por Días de viento, publicado por Editorial Planeta. Ha publicado también una novela en catalán.
Resultó elegida senadora por Barcelona dentro de la candidatura En Común Podem en las elecciones generales españolas de 2015 y 2016.
Integrada como candidata en el número seis de la lista de En Comú Podem-Guanyem el Canvi de cara a las elecciones al Congreso de los Diputados de abril de 2019 por la circunscripción de Barcelona, resultó elegida diputada.

## Obras
- 2011, Mujeres jóvenes y política; una tensión no resuelta.[4]
- 2013, Días de viento
- 2015, Noches Rojas, (ISBN 978-84-9076-845-7).[5]